# کیم کولیتر
کیم کولیتر (به انگلیسی: Kim Cloutier) (زاده ۲۵ مارس ۱۹۸۷)مدل و بازیگر کانادایی است.
از فیلم‌های معروف او می‌توان به بازی در فیلم پینه دوز اشاره کرد.